# Максимилиан I Гогенцоллерн-Зигмаринген
Максимилиан I Гогенцоллерн-Зигмаринген (20 января 1636 — 13 августа 1689, Зигмаринген) — немецкий принц, третий владетельный князь Гогенцоллерн-Зигмаринген (1681—1689).

## Биография
Старший сын принца Мейнрада I Гогенцоллерн-Зигмарингена (1605—1681), князя Гогенцоллерн-Зигмарингена (1638—1681), от брака с Анной-Марией (1613—1682), дочерью барона Фердинанда Tорринг цу Зеефельда. Он был назван в честь курфюрста Баварии Максимилиана I, под командованием которого служил его отец.
Вместе со своим младшим братом Францем Антоном вступил в имперскую армию. Максимилиан командовал драгунским полком и участвовал в войне Священной Римской империи против Османской империи.
Во время Франко-голландской войны (1672—1678) Максимилиан Гогенцоллерн-Зигмаринген командовал имперской армией на Рейне. После заключения Нимвегенского мира 1675 года вернулся в Вену.
30 января 1681 года после смерти своего отца Максимилиан унаследовал княжеский престол в Зигмарингене. Он разделил отцовские владения со своими младшим братом Францем Антоном (1657—1702), который получил во владение графство Хайгерлох.
Князь Максимилиан Гогенцоллерн стал инициаторов различных строительных проектов Зигмарингене, среди них было расширение городского замка.

## Семья и дети
12 января 1666 года в Боксмере женился на Марии Кларе Бергской (27 апреля 1635 — 15 июля 1715), дочери графа Альберта Бергского (1607—1656). После смерти своего брата Освальда III в 1712 году она унаследовала графство Берг, которое перешло к швабским Гогенцоллернам. Среди её голландских владений были замки Боксмер, Берг, Диксмёйде, Гендринген, Эттен, Виш, Паннерден и Милинген.
От брак с Марией Кларой Максимилиан имел двенадцать детей:
- Анна-Мария (1666—1668)
- Мария Магдалена Клара (1668—1725), монахиня
- Клеофа Мария-Терезия (1669—1731), монахиня
- Майнрад II Карл Антон (1673—1715), князь Гогенцоллерн-Зигмаринген (1689—1715)
- Екатерина Иоганна Монфор (1678—1759)
- Франц Альберт Освальд (1676—1748), каноник в Кёльне
- Франц Генрих (1678—1731), каноник в Кёльне и Аугсбурге
- Карл Антон (1679—1684)
- Антон Сидоний (1681—1719), погиб в битве, был женат с 1712 года на графине Марии Жозефе фон Верденбург (1687—1745)
- Георг Франц Антон (1683—1733), погиб в бою, женат на Марии Барбаре Эверхард и Марии Антонии Фрауэнберг
- Максимилиан Фробен Мария (1685—1734), монах
- Карл (1687—1689)
- Фредерика Кристиана Мария (1688—1745), муж с 1718 года Себастьян, граф Монфорт-Теттнанг (1684—1728).